# Bruno Kahn
Bruno Kahn (* 1958) ist ein französischer Mathematiker, der sich mit Zahlentheorie und arithmetischer algebraischer Geometrie befasst, und Hochschullehrer an der Universität Paris.
Kahn wurde 1987 an der Universität Paris VII (Denis Diderot) bei Christophe Soulé promoviert (Représentations galoisiennes et classes caractéristiques). Er ist Directeur de recherche des CNRS am Institut für Mathematik am Campus Jussieu der Universität Paris VI (Pierre und Marie Curie) und war auch an der Universität Paris VII (Denis Diderot).
Er befasst sich mit Zeta- und L-Funktionen auf algebraischen Varietäten über Zahlkörpern und endlichen Körpern und deren Zusammenhang mit der Theorie der Motive.

## Schriften
- Fonctions zêta et L de variétés et de motifs, Calvage & Mounet, 2018
  - englische Übersetzung: Zeta and L-Functions of Varieties and Motives, LMS Lect. Notes Series 462, Cambridge University Press 2020